# Mathematical Reviews
Mathematical Reviews ("revisões matemáticas") é uma revista publicada pela American Mathematical Society (AMS) que contém breves sinopses e, em alguns casos avaliações, de muitos artigos em matemática, estatística e teoria da computação. A AMS também publica um banco de dados bibliográfico online associado, chamado MathSciNet, que contém uma versão eletrônica da Mathematical Reviews.

## Quociente de citação matemática
Resenhas matemáticas calculam um "quociente de citação matemática" (MCQ) para cada revista. Como o fator de impacto, esta é uma estatística numérica que mede a frequência de citações de um periódico.  O MCQ é calculado contando o número total de citações no periódico que foram indexadas por Mathematical Reviews ao longo de um período de cinco anos, e dividindo este total pelo número total de artigos publicados pelo periódico durante aquele período de cinco anos.
Para o período de 2012 a 2014, os cinco principais periódicos em Revisões Matemáticas por MCQ foram:
1. Acta Numerica - MCQ 8.14
2. Publicações Mathématiques de l'IHÉS - MCQ 5.06
3. Journal of the American Mathematical Society - MCQ 4.79
4. Annals of Mathematics - MCQ 4.60
5. Forum of Mathematics, Pi - MCQ 4.54

O "All Journal MCQ" é calculado considerando-se todos os periódicos indexados pela Mathematical Reviews como um único metajornal, o que possibilita determinar se um determinado periódico possui um MCQ superior ou inferior à média. O 2018 All Journal MCQ é 0,41.

## Current Mathematical Publications
Current Mathematical Publications foi um índice de assuntos em formato impresso que publicou a mais recente e futura literatura matemática, escolhida e indexada pelos editores da Mathematical Reviews. Abrangeu o período de 1965 a 2012, quando foi descontinuado.